# Стефан (Сабельник)
Епископ Стефа́н (в миру Степа́н Па́влович Сабе́льник; 28 сентября 1947, Германия — 22 августа 2018, Хоупуэлл, Нью-Джерси, США) — деятель неканонического православия русской традиции, епископ Трентонский и Северо-Американский, который не подчинялся какому-либо центру, однако находился в евхаристическом общении с независимыми иерархами Андроником (Котляровым), Софронием (Мусиенко) и Иринеем (Клиппенштейном), Андрей (Ерастовым) и возглавляемым ими духовенством.
В 2007—2015 годы являлся епископом неканонический Русской истинно-православной церкви и членом её Синода (сам он считал, что не состоял в РИПЦ, а только находился с ней в общении, возглавляя приходы РПЦЗ в Северной Америке), до 2007 года — священник РПЦЗ.

## Биография

### Детство и юность
Родился 28 сентября 1947 года в Германии в семье советских эмигрантов Павла и Агафии (урождённой Сотниковой), выходцев из Харьковской области, которые покинули страну во время Великой Отечественной войны. Был младшим из трёх братьев.
В сентябре 1950 года семья Сабельников выехала в США. При первой возможности отец семейства купил участок земли, и они поселились в 8 километрах от Джорданвилля, где Стефан и провёл своё детство.
С семилетнего возраста прислуживал посошником при архиепископе Аверкии (Таушеве), позже стал иподиаконом при том же архиерее в Свято-Троицком монастыре в Джорданвилле.
В 1966 году окончил среднюю школу и поступил в Свято-Троицкую духовную семинарию. Каждое лето в течение пяти лет учёбы в семинарии ездил в Сан-Франциско со своим наставником-иконописцем архимандритом Киприаном (Пыжовым) расписывать Скорбященский собор.
27 апреля 1967 года архиепископом Аверкием (Таушевым) был пострижен во чтеца.
13 июня 1971 года окончил пятилетний курс Свято-Троицкой духовной семинарии со степенью бакалавра богословия. Летом того же года посетил Иерусалим и Афон.

### Служение в РПЦЗ
6 января 1973 года в Свято-Троицком монастыре в Джорданвилле епископом Лавром (Шкурлой) был рукоположён в сан диакона.
23 июня 1975 года в Свято-Троицком монастыре в Джорданвилле рукоположён во иерея. 24 августа 1975 года архиепископом Никоном (Рклицким) назначен настоятелем Успенского храма города Трентона, штат Нью-Джерси.
3 сентября 1978 году первоиерархом РПЦЗ митрополитом Филаретом награждён набедренником.
В 1985 году первоиерарх РПЦЗ Филарет и архиепископ Сан-Францисский Антоний (Медведев) предложили его кандидатуру для избрания епископом.
В 1988 году, в день празднования 1000-летия крещения Руси в Свято-Владимировском храме первоиерархом РПЦЗ митрополитом Виталием возведён в сан протоиерея с наложением золотого креста.
Самостоятельно работал над изготовлением резных иконостасов, киотов и т. п. Его последняя значительная и очень трудоёмкая работа была над изготовлением сени и резной гробницы для мощей архиепископ Иоанна (Максимовича), изготовленной в очень короткий срок перед его прославлением в Сан-Франциско 2 июля 1994 года.
12 сентября 2005 года в Александро-Невском соборе в Ховелле на малом входе митрополит Лавр (Шкурла) возложил на протоиерея Стефана Сабельника крест с украшениями.

### Уход в раскол

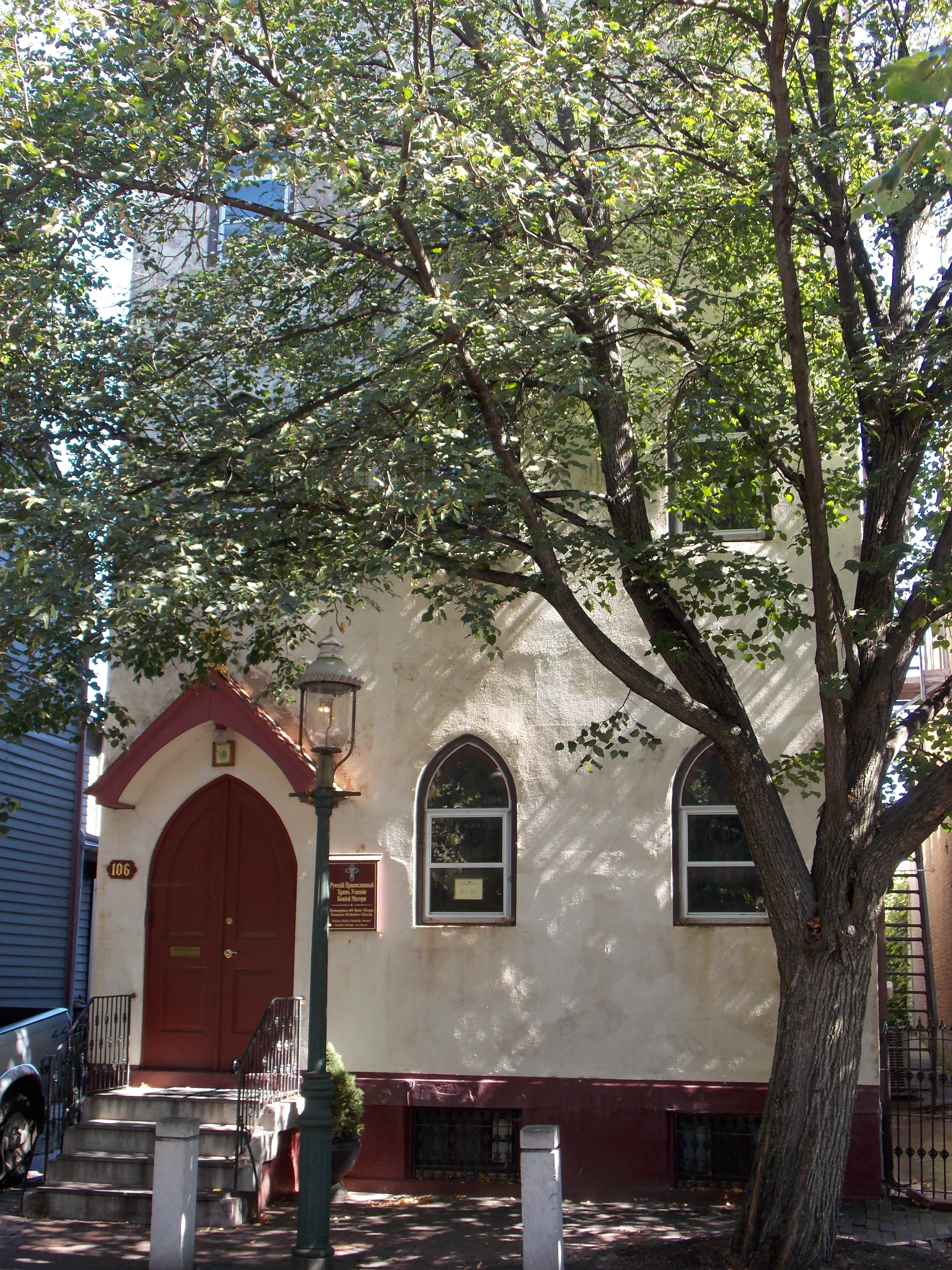
Успенский храм в Трентоне. 2014 год

Будучи непримиримо настроен по отношению к Московской патриархии, в преддверии готовящегося подписания Акта о каноническом общении выступил с двумя воззваниями: «Открытым обращением к моим дорогим сопастырям и клиру Заветной Зарубежной Церкви» и «Обращением к клиру и мирянам Русской Православной Церкви Заграницей». В своих воззваниях призывал к возрождению «истинной, заветной Русской Зарубежной Церкви» при «канонической поддержке» Архиерейского синода Русской истинно-православной церкви.
24 ноября 2006 года Архиерейский синод РИПЦ принял решение о временном приёме под свой омофор приходов и клириков РПЦЗ, резко критиковавших примирение с Московским патриархатом. В определении Синода РИПЦ по этому поводу говорилось: «Эти вынужденные канонические меры были предприняты Архиерейским Синодом для оказания помощи Зарубежной Церкви в восстановлении ее канонического епископата и церковного управления <…> После восстановления Архиерейского Синода РПЦЗ Русская Церковь будет представлять две равночестные части — РИПЦ и РПЦЗ, при разных церковных администрациях, в евхаристическом общении и духовном единстве».
18 марта 2007 года вместе со своим приходом перешёл под омофор неканонической Русской истинно-православной церкви, последовав примеру своего старшего брата протодиакона Виталия Сабельника. «При этом приход позаботился о том, чтобы защитить свою собственность и воспрепятствовать РПЦЗ(Л) предъявить на нее какие бы то ни было претензии».
В мае того же года указом первоиерарха РИПЦ Тихона (Пасечника) «ввиду неотложной необходимости восстановления нормальной церковной жизни на приходах вдовствующей Восточно-Американской Епархии РПЦЗ, временно находящихся под омофором РИПЦ в этот тяжёлый период существования Русской Церкви в Зарубежье, и для упорядочения приёма клириков, не желающих присоединяться к МП», был назначен благочинным Трентонского благочиния в северо-восточной части США.
Митрополит Лавр письменно попросил протоиерея Стефана передать ему антиминс, Святое Миро и метрическую книгу. 11 июня того же года протоиерей Стефан приехал в Джорданвилль и лично передал ему просимое. «Разговор был краткий. Я исполнил его просьбу и он исполнил моё желание оставить меня с моими Прихожанами в покое, и мы навсегда расстались».

### Епископ РИПЦ
16 ноября 2007 года в городе Трентон, штат Нью-Джерси при храме Свято-Успенском храме, настоятелем которого был протоиерей Стефан, собрались перешедшие в РИПЦ клирики и миряне РПЦЗ, назвавшиеся «Совещанием духовенства и мірян РПЦЗ (под временным омофором Архиерейского Синода РИПЦ)», которые поставили приступить «к воссозданию первой Епархии РПЦЗ на Северо-Американском континенте — Северо-Американской. Для первой архиерейской хиротонии возрождающейся истинной Русской Православной Церкви Заграницей после всестороннего обсуждения утверждаем кандидатуру протоиерея Стефана Сабельника, настоятеля Свято-Успенского храма в г. Трентон».
Решение затем было утверждено Архиерейским Синодом РИПЦ, а протоиерей Стефан пострижен в монашество с сохранением прежнего имени.
17 декабря 2007 года на Всенощном бдении Архиепископом Тихоном в присутствии заместителя председателя Синода архиепископа Вениамина (Русаленко) и епископа Гермогена (Дунникова) состоялось наречение иеромонаха Стефана во епископа «богоспасаемого града Трентона».
18 декабря в кафедральном храме праведного Иоанна Кронштадтского в Одессе состоялась хиротонию иеромонаха Стефана во епископа Трентонского, которую совершили: председатель Синода РИПЦ Архиепископ Омский и Сибирский Тихон (Пасечник) и епископ Черниговский и Гомельский Гермоген (Дунников). На богослужении, помимо монашествующих и прихожан г. Одессы, были гости из Харькова, Чернигова, Донецка, представители Лесненской женской обители (Франция). Согласно решению Синода РИПЦ, эта хиротония была актом «помощи Русской Истинно-Православной Церкви своей Зарубежной Церкви-сестре в восстановлении канонического епископата РПЦЗ». Епископ Стефан и его последователи в США и Канаде именно так и рассматривали эту хиротонию: как помощь со стороны Синода РИПЦ в восстановлении канонических структур РПЦЗ.
На 2008 год его епархия насчитывала: 5 приходов и 1 миссию, архимандрита, протоиерея, трёх иереев, протодиакона и диакона в США и «церковное благочиние», включавшее 1 храм и 1 протоиерея в Канаде.
4 февраля 2009 года решением Архиерейского собора РИПЦ ему было поручено временное управление «Западно-Европейской епархией РПЦЗ» после запрета в священнослужении ранее управлявшего ей Иринея (Клиппенштейна).

### Уход из РИПЦ и акефальное положение
24 ноября 2015 года вышел из состава Синода и перешёл на акефальное положение:

Опыт последних нескольких лет показал что преодолевать большие расстояния, денежные расходы, и тяжелые и частные поездки на синодальные совещания невозможны, а руководствоваться письменно с другими иерехами тоже не дело — вечно вести переписку касательно разных обсуждений практически невозможно. За последнее время возникло много недоразумений и проблем из за этого. А проблемы здесь не только из за отсутствие какой либо переписки; За последние три года я не получил ни одну копию протокола какого либо заседания Синода. Это само по себе указывает на дальнейший путь по которому наша Зарубежная Церковь вынуждена итти — особенно после того что было объявлено что Синод РИПЦ не будет более публиковать протоколы своих заседаний!? <…> От этого числа, наша Северо-Американская Епархия переходит на автономное управление согласно Удостоверению 2008 года епископов РИПЦ. Естественно, я выхожу из состава Синода РИПЦ — и следовательно и логично, председатель синода РИПЦ архиепископ Тихон далее не будет поминаться в наших храмах за нашими богослужениями.
В ответном Письме от Синода РИПЦ от 24 февраля 2016 года отмечалось: «Ваша автономия проявлялась к сожалению в том, что Вы ни разу не пригласили нас, после 2009 года, к совместному служению, хотя знали, что мы находимся в пределах Вашей автономной епархии. Мы посещали Трентон для встречи с Вами два раза в предыдущие года, но и тогда Вы не соизволили пригласить нас для совместного служения. Да и в последний раз, когда мы с Вами встречались в Вустере, Вы не захотели остаться для сослужения, сославшись на какие-то свои дела». Подводя итог, Синод РИПЦ предложил Стефану (Сабельнику) «пересмотреть Ваши решения о прекращении поминовения имени Председателя Синода РИПЦ и отношении к РИПЦ как к „Сестре-Церкви“. Просим Вас исправить эту ошибку в период до дня Пасхи Христовой. В противном случае мы вынуждены будем почислить Вас на покой».
В мае 2016 года «понимая всю сложность ситуации, в которой оказались клирики РИПЦ, разделяя их обезпокоенность отсутствием Соборности и новым курсом, навязываемым членам РИПЦ, а также безпокоясь о пастве, благословил возносить его имя за богослужением до восстановления в России каноничного, соборного церковного управления».
2 ноября 2016 года Синодом РИПЦ был почислен на покой без права служения. Принимая решение о запрещении епископа Стефана, Синод РИПЦ «задним числом» отменил своё решение 2007 года, а также решение Освященного Собора РИПЦ 2008 года о самостоятельном управлении епископом Стефаном Северо-Американскими приходами РПЦЗ. Решения не признал, обвинив Синод РИПЦ во лжи и «сергианстве».

### В общении с Андроником (Котляровым)
4 апреля 2017 года, встретившись с архиепископом Андроником (Котляровым) и его клиром в Успенском храме в Трентоне, установил с ними евхаристическое общение, подписав вместе с Андроником соответствующий документ, в котором в том числе говорилось: «Все присутствующие согласились с тем, что не существует никаких препятствий для нашего евхаристического общения. Пора преодолеть противоестественное, навязанное нам разделение. <…> Мы согласны с тем, что в соответствии с Указом № 362 Патр. Тихона, в будущем нам предстоит образовать единый Церковный Округ, включающий все зарубежные епархии. Мы будем работать над выяснением административных вопросов, связанных с образованием общего церковного управления».
18 мая 2017 года вместе с архиепископом Андроником постановил хиротонисать игумена Андрея (Ерастова) для Австралии, но не принял в участие в хиротонии по состоянию здоровья. Вместе с ними 1 сентября 2017 года учредил «Зарубежный округ Российской православной церкви» в составе трёх епархий, возглавляемых каждым из троих данных иерархов. Вместе с тем не благословил переход российских приходов РИПЦ(С) под омофор архиепископа Софрония (Мусиенко), таким образом «Российский округ» так и не был создан.
3 февраля 2018 года решением архиерейского синода РИПЦ лишён священного сана. По мнению Андрея (Ерастова), «для уже немолодого и тяжело больного человека, каков сейчас Епископ Стефан, продолжительная изощренная травля, которой подверг его Архиеп. Тихон [Пасечник], оказалась гибельной. Он заболел раком легких».
Скончался 22 августа 2018 года в Capital Health Hospital в Хоупуэлле, штат Нью-Джерси. Предположительно у почившего иерарха было онкологическое заболевание, незадолго до смерти его отключили от аппарата искусственной вентиляции лёгких
25 августа 2018 года в кафедральном Успенском храме в Трентоне состоялось отпевание, которое возглавил архиепископ Андроник (Котляров) в сослужении клириков «Зарубежного округа»: Григория Котлярова, Сергия Клестова, Олега Гриценко, Иоанна Трепачко, Димитрия Добронравова. Похоронен на Свято-Владимирском кладбище города Джексона, в Нью-Джерси.